# Реем Фрейна
Реем Омар Фрейна, более известная как Рем Фрейна — палестинская правозащитница, активистка за права женщин.

## Образование
В 2011 году окончила университет по специализации магистр психологии.

## Деятельность
В студенческие годы Ремми Фрейна начала работать координатором программы Ассоциации защиты женщин и ребёнка Аиша. Это независимая палестинская женская организация, которая работает над достижением гендерной интеграции путём экономического расширения возможностей и психосоциальной поддержки маргинализированных групп в секторе Газа с акцентом на город Газа и Северную область.
Вместе с другими коллегами она подготовила данную организацию в 2009 году до получения статуса самостоятельного учреждения.
В 2011 году, Реем Фрейна заняла должность исполнительной директора AISHA. Она выполняет свои полномочия в процессе преподавательской и просветительской деятельности и предоставления различных услуг наиболее маргинализованным женщинам и детям, которые страдают в секторе Газа.